# Spedizione di Burke e Wills

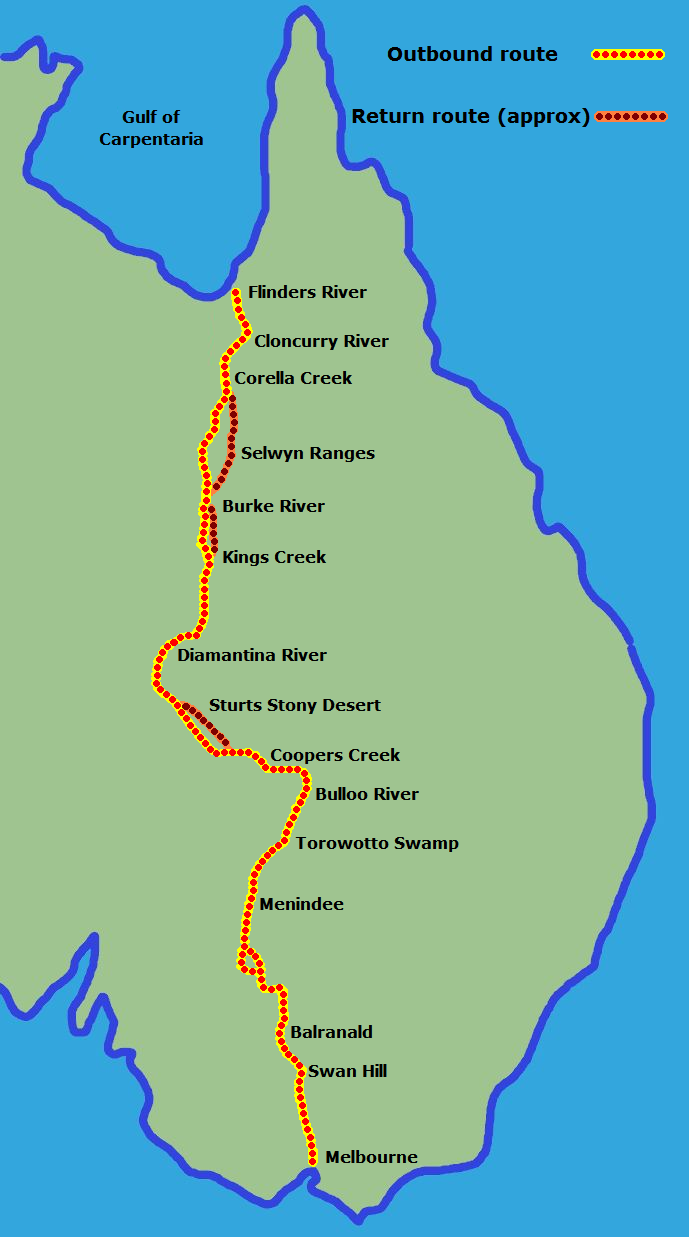
Mappa della spedizione

La spedizione di Burke e Wills fu una spedizione di 19 uomini condotta in Australia tra il 1860 e il 1861 da Robert O'Hara Burke e William John Wills partendo da Melbourne per risalire a nord nel golfo di Carpentaria per una distanza di 3250 chilometri. A quei tempi l'entroterra australiano non era stato esplorato se non da persone indigene e, seppur completamente sconosciuto ai coloni europei, si credeva che fosse presente un mare interno, ipotesi smentita alla fine della spedizione.
La maggior parte delle esplorazioni effettuate in Australia dagli europei erano state condotte soprattutto lungo le coste, come quella di Ludwig Leichhardt nel 1848 nell'entroterra della costa nord-orientale, o come la spedizione, sempre nell'entroterra della costa sud-orientale, effettuata da Charles Sturt nel 1844. Altrettanto rilevante è la spedizione compiuta da Edward John Eyre nello Stato dell'Australia Meridionale attraverso i Monti Flinders.

## Comitato d'esplorazione
Nel 1857 il Philosophical Institute, divenuto nel 1859 la Royal Society of Victoria, commissionò l'esplorazione chiamata Victorian Exploring Expedition. A causa degli scarsi fondi disponibili la spedizione fu rinviata di tre anni. Fu scelto come leader dell'esplorazione l'irlandese Robert O'Hara Burke, nonostante la sua inesperienza in campo esplorativo. William John Wills invece fu scelto come navigatore e terzo in comando. Come mezzo di trasporto dei viveri e delle attrezzature necessarie fu scelto di utilizzare anche 26 cammelli importati dall'Africa, data la loro caratteristica di adattarsi agli ambienti desertici.

## Partenza da Melbourne
Il 20 agosto 1860, la spedizione composta da 19 uomini, 23 cammelli, 26 cavalli e 6 vagoni lasciò la città di Melbourne partendo dal Royal Park. I rifornimenti arrivavano ad un peso complessivo di 20 tonnellate con provviste necessarie per due anni.
Il convoglio fece la sua prima tappa a Lancefield il 23 agosto, dove si fermò per circa quattro giorni. Successivamente proseguì verso Swan Hill, arrivandoci il 6 settembre, e il 15 settembre arrivò a Balranald, dove vennero scaricate, per alleggerire del peso eccessivo la spedizione, provviste varie oltre ad armi e munizioni. Dopo circa due mesi di viaggio e 750 km percorsi arrivarono a Menindee, dove furono ridesignati due dei cinque ufficiali in comando e tredici uomini della spedizione furono licenziati, sostituiti da otto nuovi uomini.
Il 19 ottobre Burke divise la carovana, prendendo con sé i cavalli migliori e sette degli uomini più in forma, per poter arrivare prima a Cooper Creek, dove avrebbe aspettato il resto del gruppo.

## Cooper Creek
Burke insieme ai suoi uomini arrivò il Cooper Creek l'11 novembre, stabilendovi un campo base per poter attendere il resto degli uomini e per poter sostare sino alla fine della calda estate australiana, in cui la temperatura media di 50°C rendeva difficoltoso ogni tipo di spostamento.
Arrivato il resto dell'equipaggio, Burke inaspettatamente divise nuovamente il gruppo in due e insieme a Wills, John King e Charles Gray, sei cammelli e un cavallo, decise di raggiungere il Golfo di Carpentaria. Ordinò a Brahe, l'ufficiale in comando del gruppo di uomini che rimase al campo base, di aspettare il loro ritorno previsto nei tre mesi successivi, ma Wills molto più esperto e realista di Burke, segretamente disse a Brahe che molto probabilmente la loro missione di avanscoperta sarebbe durata almeno quattro mesi.

## Golfo di Carpentaria
Il 9 febbraio 1861 la piccola spedizione arrivò nel delta del fiume Flinders ma, a causa delle numerose mangrovie cresciute, capirono l'impossibilità di continuare il cammino. Burke e Wills tentarono da soli di continuare ma, dopo aver percorso circa 20 km, si convinsero dell'impossibilità di continuare e tornarono indietro. Insieme agli altri decisero di far ritorno al campo di Cooper Creek, ma le riserve di cibo arrivati a quel punto divennero scarse, tant'è che tre dei cammelli che avevano con loro e il loro unico cavallo furono abbattuti per poter mangiare. Grey morì di dissenteria il 17 aprile 1861 e, dopo un giorno di pausa necessario per seppellire il compagno, Burke, Wills e King fecero ritorno a Cooper Creek il 21 aprile, trovando il campo abbandonato da sole poche ore.

## Ritorno a Cooper Creek
Brahe decise di abbandonare il campo base solo nove ore prima dell'arrivo dei tre sopravvissuti, lasciando alcune provviste e un messaggio scritto in una bottiglia sotterrata sotto un albero, in cui spiegava le ragioni della sua scelta. La bottiglia fu rinvenuta da Burke, che v'introdusse a sua volta uno scritto su cosa era stato del loro viaggio verso il Golfo di Carpentaria, la sotterrò nuovamente senza però segnalare che il primo messaggio era stato letto. Recuperate le forze, il 26 aprile obbligò i suoi compagni a proseguire verso il deserto di Strzelecki e il Mount Hopeless, senza ascoltare la proposta di Wills e King di raggiungere i loro compagni a Menindee. 
Nel frattempo Brahe e Wright decisero di tornare nuovamente a Cooper Creek, arrivandoci l'8 maggio, per vedere se i loro compagni fossero ritornati; anche questa volta si mancarono di poco, poiché i tre erano a soli cinquanta chilometri dal campo base. Nel vedere che il campo era di nuovo deserto e senza segni che potessero far pensare ad un possibile arrivo dei tre, Brahe non tentò nemmeno di dissotterrare la bottiglia in cui Burke aveva scritto poco prima, e perciò i due tornarono di nuovo a Menindee.
Stanchi per il lungo viaggio, con scarsità di risorse a disposizione, la situazione dei tre esploratori si fece critica; nonostante l'aiuto ricevuto da alcuni aborigeni, sia Burke sia Wills morirono di stenti mentre King, trovandosi solo e allo stremo delle forze, incontrò inaspettatamente un gruppo di aborigeni Yandruwandha, che lo aiutarono dandogli cibo e riparo, finché non fu in grado di far ritorno a casa. Successivamente furono elaborate tra il 1861 e il 1862 ben sei operazioni di recupero: due finanziate dal Comitato d'esplorazione, tre finanziate dalla Royal Society of Victoria e una dal Government of South Australia.

## Riconoscimenti e onori

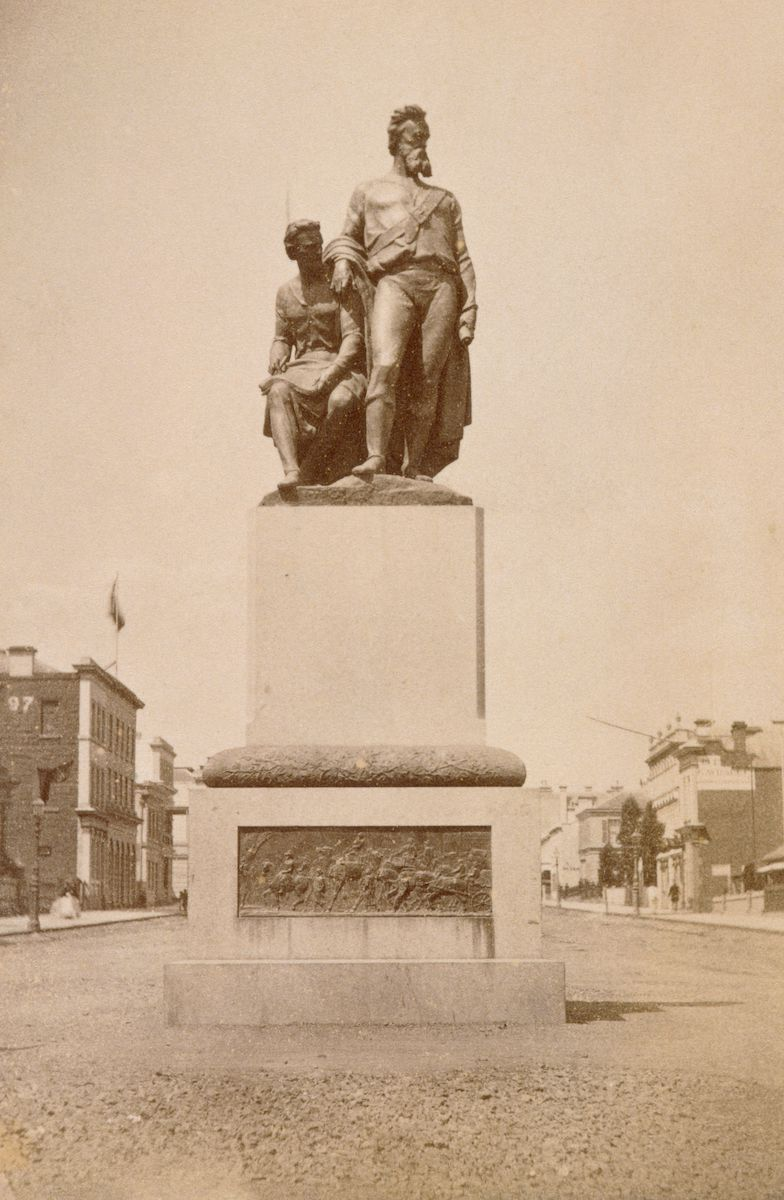
Monumento a Burke e Wills, fotografia di Thomas Foster Chuck (1869).

Il Governo dello stato di Victoria inviò Alfred William Howitt a recuperare i corpi di Burke e Wills a Cooper Creek, per poterli riportare a Melbourne e organizzare un funerale di Stato, tenutosi il 21 gennaio 1863 davanti a 40000 spettatori. I corpi dei due esploratori furono poi seppelliti al Melbourne General Cemetery. Nonostante la fine tragica, l'impresa di Burke e Wills non fu considerata inutile dato che aveva fatto conoscere la geografia interna del continente australiano ancora del tutto inesplorato e soprattutto aveva convinto i più dell'inesistenza di un mare interno.
Nel 1862 furono eretti monumenti in loro onore nel cimitero di Back Creek, nella cittadina di Bendigo e sulla collina di Castlemaine. Nel 1867 a Ballarat, città natale di Wills, fu costruita la "Fontana degli esploratori".
Nel 1890 fu eretto al Royal Park di Melbourne un monumento nel punto di partenza dell'esplorazione avvenuta trent'anni prima.
Nel 1918 fu girato un film muto dal titolo A Romance of Burke and Wills Expedition of 1860 e nel 1985 un nuovo film intitolato Burke & Wills interpretato da Jack Thompson e Nigel Havers.
Per commemorare i 150 anni dell'impresa furono fatte coniare monete celebrative da 1$ e da 20 centesimi.